# Abeltje (boek)
Abeltje is een kinderboek van de Nederlandse schrijfster Annie M.G. Schmidt, in 1953 uitgebracht door De Arbeiderspers met illustraties door Wim Bijmoer. Het boek wordt sinds 1980 uitgegeven door Querido met illustraties van Thé Tjong-Khing.
Abeltje was het eerste lange verhaal van Annie M.G. Schmidt, die tot dan toe vooral gedichten, columns en liedjes had geschreven. Het werd echter meteen zo'n succes dat het al in vierde druk was toen het vervolg, De A van Abeltje, in 1955 uitkwam.
Abeltje is vertaald in het Deens, Duits, Fins, Frans, Hebreeuws, Noors, Spaans en Zweeds.
Het verhaal vertoont opvallende overeenkomsten met Roald Dahls Sjakie en de grote glazen lift (1972), waarin de hoofdpersonages ook in een lift de wereld rondvliegen.

## Bewerkingen
Abeltje werd in de jaren 1950 ook als hoorspel uitgezonden op de Nederlandse radio. In 2002 werden Abeltje en De A van Abeltje gebundeld tot Abeltje en de A van Abeltje. In 2008 kwam een luisterboek-versie van Abeltje uit op 4 cd's, voorgelezen door Schmidts zoon Flip van Duyn.
Het boek werd in 1998 verfilmd. Deze gelijknamige film Abeltje werd ook bewerkt tot een zevendelige televisieserie, uitgezonden door de AVRO in 2000. De film volgt het verhaal van het boek grotendeels, maar wijkt op enkele punten af en werd hier en daar gemoderniseerd. Zo heeft Abeltje in de film een skateboard en draagt een oorringetje. Abeltjes buurmeisje Laura is in de film 'gepromoveerd' tot zijn vriendinnetje, en zijn moeder is in het boek bloemiste, maar werkt in de film in haar eigen garage. In het boek komt Abeltje zijn evenbeeld Johnny per toeval tegen, maar in de film gaat hij op speurtocht naar Johnny.

## Verhaal
De kleine Abeltje Roef krijgt een baantje als liftjongen bij een groot warenhuis genaamd Knots. Hij krijgt van zijn baas meegedeeld dat hij niet op het bovenste (groene) knopje mag drukken. Maar op een dag doet hij het uit nieuwsgierigheid toch. De lift vliegt het pand uit, op weg naar een onbekende bestemming. Met hem zitten ook in de lift: Jozias Tump die vertegenwoordiger is in mottenballen, zanglerares Juffrouw Klaterhoen die vroeger nog les heeft gegeven aan Tump, en Laura, een meisje dat ongeveer van Abeltjes leeftijd is.
Ze komen in New York terecht. Laura is hier de enige die zich niet in de nesten werkt. Abeltje wordt door een struise dame van middelbare leeftijd aangezien voor haar vermiste zoontje Johnny. Wanneer ze in aanraking komen met de politie en juffrouw Klaterhoen lastig wordt gevallen door een verliefde maïsverkoper die met haar wil trouwen, drukt Abeltje weer op het groene knopje en ze vliegen weg.
De lift brengt hen nu naar Perugona, een (fictief) land in Zuid-Amerika. Daar is net een revolutie aan de gang, en het toeval wil dat de lift precies in de buiten gebruik zijnde liftkoker van het regeringsgebouw landt. Ze worden voor spionnen aangezien en opgesloten. De generaal die de macht heeft is echter erg ziek, en Tump biedt hem een mottenbal aan. Hierdoor geneest de generaal, waarop Tump tot de nieuwe president wordt benoemd. Tump realiseert zich echter dat dit een gevaarlijk baantje is: geen enkele president heeft het langer dan een jaar uitgehouden. Daarom verbiedt Tump het ciderdrinken op terrassen, omdat de mensen daar over politiek praten en elkaar opstoken. Dit leidt ertoe dat Tump zich zeer ongeliefd maakt en binnen de kortste keren weer wordt afgezet. De groep kan nog maar net met de lift ontsnappen.
De lift vliegt deze keer naar Nieuw-Zeeland. De groep krijgt zeer veel bekijks, en voor de verandering hoeven ze deze keer niet te vluchten. Wanneer de groep het welletjes vindt en Abeltje het groene knopje wil indrukken om terug te keren naar Nederland, weigert de lift dienst. Bij de landing was de lift beschadigd geraakt. Er worden monteurs opgetrommeld, en die repareren de lift. Wanneer Abeltje het nog een keer probeert stijgt deze niet op, maar boort hij zich een weg omlaag door de aarde.
Via het bloedhete middelpunt van de aarde graaft de lift zich een weg terug naar Nederland, waarna de lift ondersteboven weer in het warenhuis arriveert. Abeltje en zijn vrienden worden als helden onthaald. Aan het avontuur heeft Laura een konijn overgehouden, Sam, dat ze uit Amerika hebben meegenomen.